# 아구스타웨스틀랜드 AW169
아구스타웨스트랜드 AW-169(Agusta Westland AW 169)는 2012년에 개발된 쌍발형 10인승 헬리콥터이다.

## 제원
- 승무원 : 1 내지 2명
- 승객 : 8명 내지 10명
- 화물운송능력 : 250kg
- 길이 : 14.645m
- 폭 : 2.530m
- 높이 : 4.50m
- 최대이륙중량 : 4800kg
- 주익길이 : 12.12m
- 최대 및 한계속도 : 306km/h (190mph)
- 항속거리 : 820km
- 순항시간 : 4시간 20분

## 같이 보기
- 아구스타웨스트랜드 AW-109
- 아구스타웨스트랜드 AW-119